# Alianza Nacional de Trabajadoras del Hogar
La Alianza Nacional de Trabajadoras del Hogar (en inglés: National Domestic Workers Alliance, abreviada NDWA) es una organización que promueve los derechos de las trabajadoras del hogar en los Estados Unidos. Fundada en 2007, la NDWA estaba compuesta en 2019 por más de 60 organizaciones afiliadas y capítulos locales, así como por miembros individuales. La organización forma parte de la Federación Internacional de Trabajadores del Hogar.

## Misión y principios
La NDWA trabaja por el respeto, el reconocimiento y la inclusión en la protección laboral para trabajadoras del hogar en EE. UU., la mayoría de las cuales son mujeres, racializadas y de origen inmigrante. Desde la organización se trabaja en la defensa de estas trabajadoras desde diversos ámbitos, como la justicia social, las leyes migratorias y la lucha contra el acoso en el trabajo. La NDWA estima en sus informes que hay más de dos millones de mujeres que ejercen de niñeras, limpiadoras y cuidadoras en los Estados Unidos. Se trata de un colectivo que se caracteriza por contar con ingresos bajos y por afrontar unas duras condiciones laborales.

## Actividades

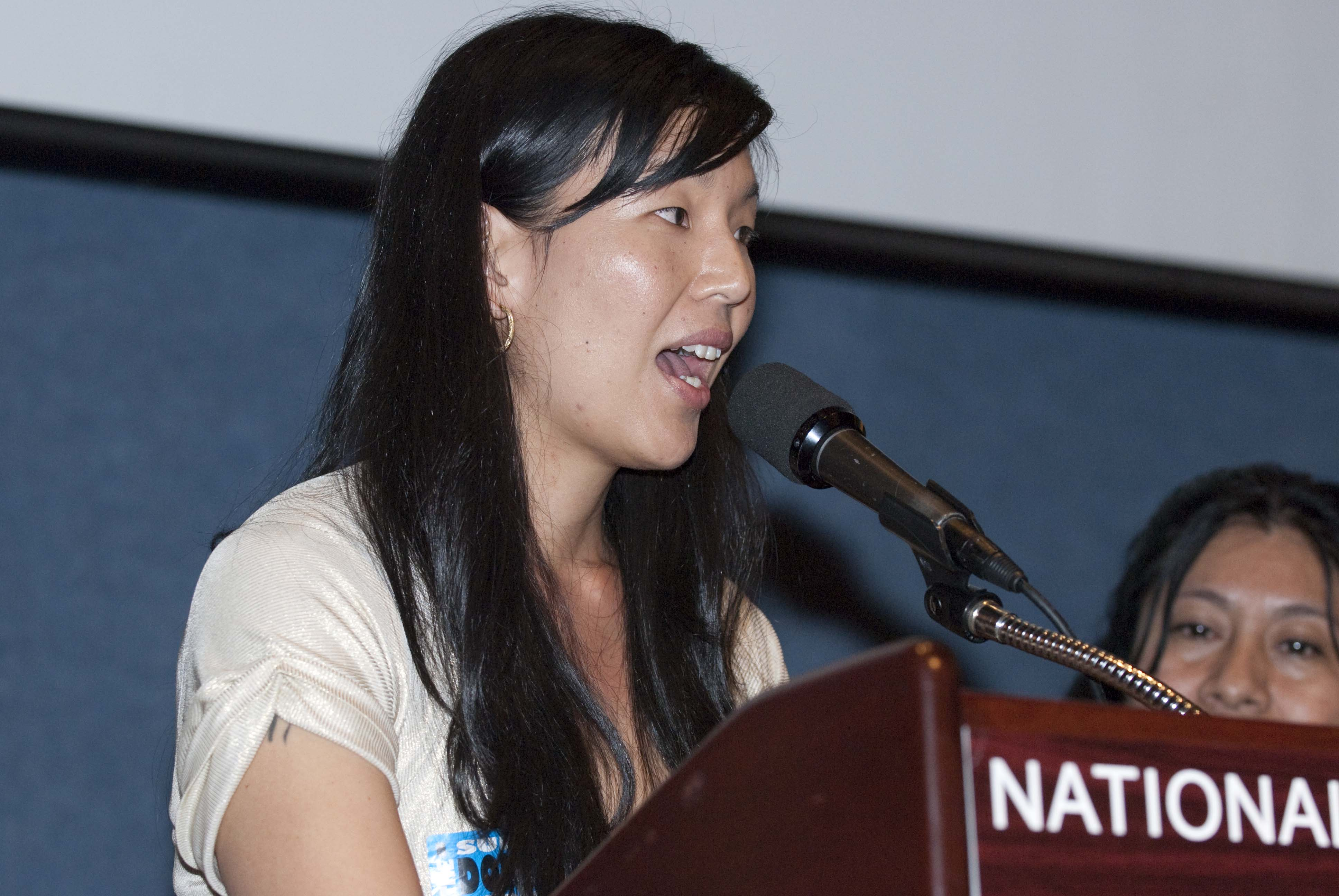
Ai-jen Poo galardonada con el Premio Anual de Letelier-Moffitt de Derechos Humanos del 2009 cortesía del Instituto Policy Studies Flickr

La NDWA defiende la aprobación de una Carta de derechos de las trabajadoras del hogar (en inglés: Domestic Worker's Bill of Rights), que es una legislación diseñada para otorgar protecciones laborales básicas a las trabajadoras del hogar en Estados Unidos. Entre otros derechos, esta propuesta otorga a las trabajadoras del hogar el derecho a pago de horas extras, un día de descanso por semana, protección bajo las leyes estatales de derechos humanos, etc. La primera ley de este tipo entró en vigor con el apoyo de la NDWA en el estado de Nueva York en 2010, y desde entonces, nueve estados han aprobado leyes que extienden las protecciones laborales a las trabajadoras del hogar.
La NDWA se ha mostrado desde sus inicios activa en el debate migratorio en Estados Unidos. En 2010 la NDWA fue una de las organizaciones impulsoras de la campaña We Belong Together, una iniciativa que busca sensibilizar a mujeres de todo el país sobre el efecto de las leyes de inmigración en la vida de muchas mujeres y reunir apoyos para una reforma migratoria. La NDWA se ha posicionado de manera especialmente crítica con la política migratoria del presidente de los Estados Unidos Donald Tump.
En 2019 la NDWA colaboró con el cineasta mexicano Alfonso Cuarón con el objetivo de aprovechar el reconocimiento que obtuvo su película Roma para lograr una mayor sensibilización sobre las condiciones laborales de las trabajadoras del hogar. Entre otras actividades, la NDWA colaboró con los productores de la película para organizar proyecciones destinadas a trabajadoras del hogar en muchas ciudades de Estados Unidos.
En 2010 la activista social Ai-jen Poo fue nombrada Directora Ejecutiva de la NDWA. En el marco de la iniciativa Times Up contra la violencia de género, el acoso sexual y la desigualdad de género, la actriz Meryl Streep acudió acompañada de Poo a la ceremonia de los Premios Globos de Oro del 2018, logrando así un considerable impacto mediático.